# 原町トンネル
原町トンネル（はらまちトンネル）は、福島県南相馬市にある、常磐自動車道のトンネルである。

## 概要
- 区間 – 福島県南相馬市小高区羽倉-福島県南相馬市原町区馬場
- 全長 – 749.5m [1]
- 道路規格 – 第1種2級B規格
- 車線数 – 暫定2車線
- 設計速度 – 100km/h
- 着工:2006年
- 完成:2010年
- 供用:2014年12月6日

当初2011年度中に供用開始が予定されていたが、福島第一原子力発電所事故に関連する避難指示解除準備区域（事故発生当初は警戒区域）ため、供用開始が大幅に遅れた。

## 特色
- 南相馬市馬事公苑（原町区片倉）の直下を通過する約790mの区間で、広野IC以北では唯一のトンネルである。
- 当トンネルは原発事故の旧警戒区域内にあるため、トンネルの入口付近に放射線量表示板が設置されている[2]。

## 難工事
前田建設工業が受注したが、思いのほか難工事となり、工期の延期が行われた。もともと地下水で飽和した砂岩層を掘り抜くことが予見できたため、当初は地表から集水井を掘削して地下水位を低下させる試みが行われたが、地下水の量の多さに失敗。トンネルの掘削面から進行方向に向けてロックボルトと鋼管を打ち込み、低圧状態で地下水を引き抜くウェルポイント工法が採用された。